# 仁川文鶴競技場
仁川文鶴競技場（インチョンムナクきょうぎじょう、朝鮮語: 인천문학경기장）は、韓国の仁川広域市弥鄒忽区にある陸上競技場・球技場である。単に文鶴競技場とも呼ばれ、収容人員は52,200人。
韓国のKリーグ・仁川ユナイテッドFCが2011年までホームスタジアムとしていた後、2012年から2013年までNリーグの仁川コレイルのホームスタジアムとして利用されていた（コレイルは2014年より大田広域市に本拠地を移転）。
仁川文鶴競技場は2002年の日韓W杯では仁川ワールドカップ競技場とも呼ばれ、トルコ対コスタリカ戦（6月9日）、フランス対デンマーク（6月11日）、韓国対ポルトガル（6月14日）の3試合が行われた。
2014年秋、仁川アジア大会のメイン会場として利用する計画もあったが、仁川広域市西区に仁川アシアド主競技場が新しく建設されたことで立ち消えとなった。だが周辺には各種競技会場が建設され、東へ200mのところに水泳会場（朴泰桓水泳場）が2013年10月に開場した。仁川アジア大会ではサッカーの会場の一つとして利用された。2018年にはLeague of Legends世界選手権決勝戦が開催された。

## 施設概要
帆船のマストを象徴した屋根が特徴的である。横105m、縦68mの天然芝。屋根は客席の98％を覆い、投光性が高い。屋根部分は2010年に襲来した台風7号によって大きな被害を受けたが、1年10ヶ月かけて修理工事を行い、元の姿を取り戻している。
- 収容人員：50,256人
- 建設費用：2,801億ウォン
- 完成年：2001年9月

## 交通アクセス
- ソウルから首都圏電鉄1号線（京仁線）・富平駅で仁川都市鉄道1号線に乗り換え、文鶴競技場駅下車。ソウル駅からは1時間 - 1時間10分程度。
- 仁川国際空港から40キロ、東春洞（トンチュンドン）行きのバスに乗り、およそ1時間30分。あるいは仁川国際空港鉄道・仁川国際空港1ターミナル駅または仁川国際空港2ターミナル駅から一般列車（各駅停車）に乗車、桂陽駅で仁川都市鉄道1号線に乗り換え、文鶴競技場駅下車、乗り換え時間を含みおよそ1時間10分。

## 重要な試合

### 2002 FIFAワールドカップ グループラウンド
- 6月9日：グループC - コスタリカ 1-1 トルコ
- 6月11日：グループA - デンマーク 2-0 フランス
- 6月14日：グループD - 韓国 1-0 ポルトガル